# تاونزند (تنسی)
تاونزند(به انگلیسی: Townsend) شهری در ایالت تنسی کشور ایالات متحده آمریکا است که جمعیت آن در سرشماری سال ۲۰۱۰ میلادی، ۴۴۸ نفر بوده‌است.